# Kumara plicatilis
La planta abanico (Kumara plicatilis (L.) Burm.f.) es una especie de planta suculenta  perteneciente a la familia Xanthorrhoeaceae.

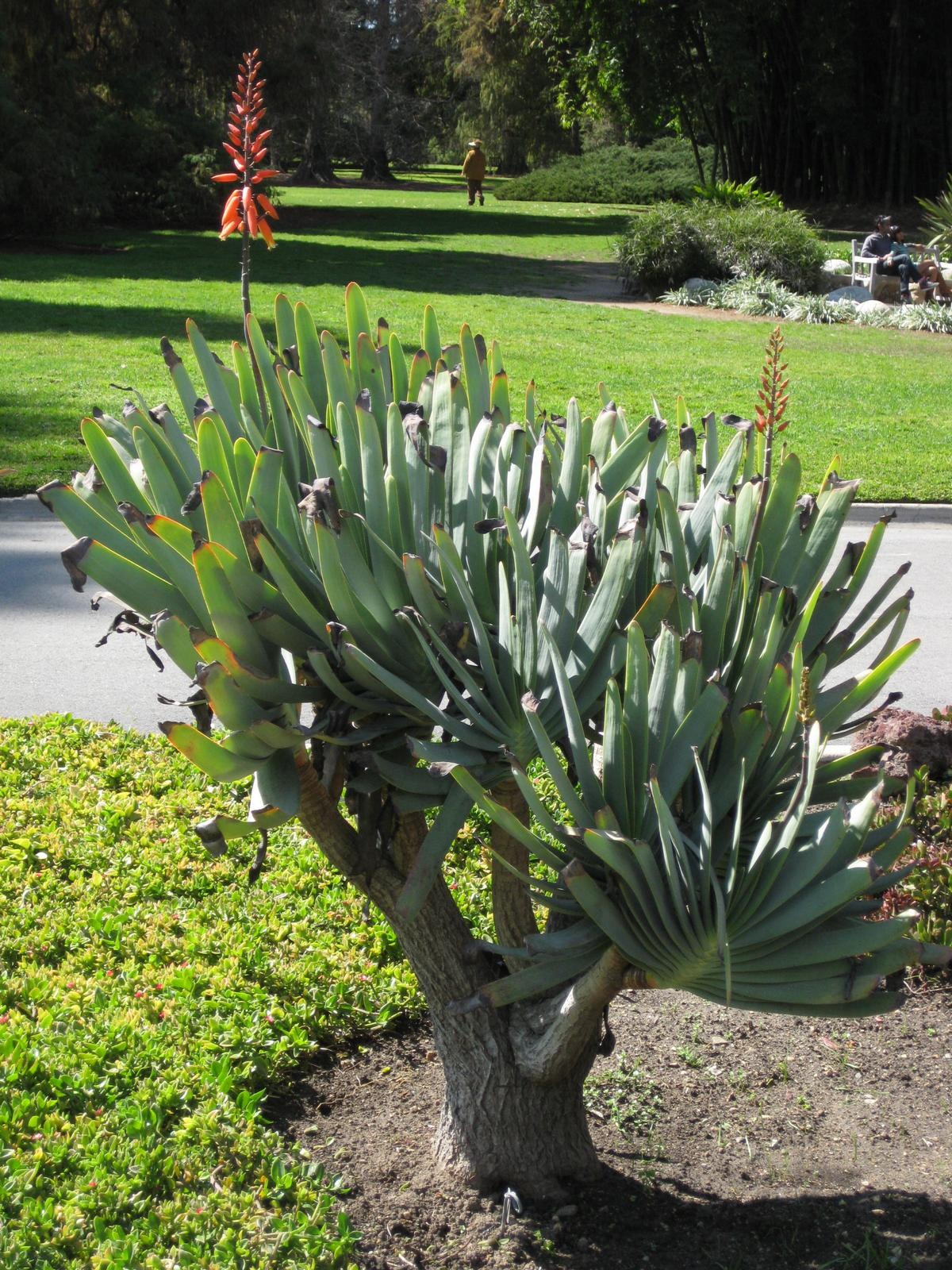
Vista de la planta

## Descripción
Es un arbusto ramificado o pequeño árbol que alcanza los 3-5 metros de altura. Los tallos terminan en un grupo de hojas aplanadas, carnosas, opuestas y de color gris-verdoso con los márgenes sin dientes, excepto en la parte superior, miden 30 cm de longitud y 4 cm de ancho. Las inflorescencias se encuentran en racimos cilíndricos, únicos en cada agrupación de hojas. Los racimos tienen unas 30 flores tubulares de 5 cm de longitud de color rojo.

## Distribución y hábitat
Es endémico de Sudáfrica en el sur de la Provincia Occidental del Cabo,  puede encontrarse cada vez más en laderas rocosas-en montes del Cabo sw.   Desde Franshoek a Elandskloof (bien conocida en el Toits Du Kloof Pass). Ocurre en una región donde las precipitaciones de invierno son de (600 mm - 1200mm por año).

## Taxonomía
Kumara plicatilis fue descrita por (Linneo) Mill. y publicado en Fl. Ind. (N. L. Burman) Prodr. Fl. Cap.: 10, en el año 1768 [1 Mar-6 Apr 1768]
Etimología
plicatilis: epíteto latino que significa "plegable", donde se refiere a la disposición en abanico de las hojas.
Sinonimia
- Kumara plicatilis var. major
- Kumara lingua
- Kumara tripetala
- Kumara disticha var. plicatilis
- Kumara flabelliformis
- Kumara  linguaeformis[7][8][4]